# The Rugby Championship 2012
Navigation
Édition précédente Édition suivante
Le Rugby Championship 2012 est une compétition de rugby à XV qui oppose les sélections d'Afrique du Sud (Springboks), d'Argentine (Pumas), d'Australie (Wallabies) et de Nouvelle-Zélande (All Blacks). Elle se dispute en douze rencontres du 18 août au 6 octobre 2012, sous la forme de matchs aller et retour.
Les All Blacks battent très largement 54 à 15 les Argentins lors de la cinquième journée, marquant pas moins de sept essais contre deux pour les Pumas. Les Néo-Zélandais ne peuvent plus être rejoints en tête du classement et remportent donc la première édition du Rugby Championship avant la fin de la compétition.

## Calendrier
| 18 août | ANZ Stadium, Sydney      | Australie      | 19 – 27 | Nouvelle-Zélande |
| 18 août | Newlands Stadium, Le Cap | Afrique du Sud | 27 – 6  | Argentine        |

| 25 août | Eden Park, Auckland                | Nouvelle-Zélande | 22 – 0  | Australie      |
| 25 août | Stade Malvinas Argentinas, Mendoza | Argentine        | 16 – 16 | Afrique du Sud |

| 8 septembre | Patersons Stadium, Perth    | Australie        | 26 – 19 | Afrique du Sud |
| 8 septembre | Westpac Stadium, Wellington | Nouvelle-Zélande | 21 – 5  | Argentine      |

| 15 septembre | Skilled Park, Gold Coast      | Australie        | 23 – 19 | Argentine      |
| 15 septembre | Forsyth Barr Stadium, Dunedin | Nouvelle-Zélande | 21 – 11 | Afrique du Sud |

| 29 septembre | Loftus Versfeld Stadium, Pretoria    | Afrique du Sud | 31 – 8  | Australie        |
| 29 septembre | Estadio Ciudad de La Plata, La Plata | Argentine      | 15 – 54 | Nouvelle-Zélande |

| 6 octobre | FNB Stadium, Soweto                  | Afrique du Sud | 16 – 32 | Nouvelle-Zélande |
| 6 octobre | Estadio Gigante de Arroyito, Rosario | Argentine      | 19 – 25 | Australie        |

## Classement
| Rang | Nation           | J | V | N | D | Bo | Bd | Pm  | Pe  | Diff | Pts |
| ---- | ---------------- | - | - | - | - | -- | -- | --- | --- | ---- | --- |
| 1    | Nouvelle-Zélande | 6 | 6 | 0 | 0 | 2  | 0  | 177 | 66  | +111 | 26  |
| 2    | Australie (T)    | 6 | 3 | 0 | 3 | 0  | 0  | 101 | 137 | -36  | 12  |
| 3    | Afrique du Sud   | 6 | 2 | 1 | 3 | 1  | 1  | 120 | 109 | +11  | 12  |
| 4    | Argentine        | 6 | 0 | 1 | 5 | 0  | 2  | 80  | 166 | -86  | 4   |

|  | Vainqueur de la compétition |
|  | T : tenant du titre 2011    |

## Acteurs de la compétition

### Joueurs
Cette liste énumère les effectifs des équipes participantes au Rugby Championship 2012. Durant la compétition, les entraîneurs ont la possibilité de faire des changements et de sélectionner de nouveaux joueurs pour des raisons tactiques ou à la suite de blessures.

#### Afrique du Sud
Le 4 août, Heyneke Meyer annonce sa liste des trente sélectionnés pour la compétition. Elle comprend cinq joueurs n'ayant jamais joué pour l'équipe d'Afrique du Sud : Siya Kolisi, Pat Cilliers, JJ Engelbrecht, Elton Jantjies et Jano Vermaak. Lors du premier match contre l'Argentine, le talonneur Bismarck du Plessis se blesse et est remplacé par Craig Burden. Avant le troisième match de la compétition face à l'Australie, Meyer fait appel à deux nouveaux joueurs dans le groupe : Johan Goosen et Duane Vermeulen.
| Entraîneur | Entraîneur             | Heyneke Meyer                                                          |
| Avants     | Pilier                 | Patric Cilliers, Dean Greyling, Tendai Mtawarira, Jannie du Plessis    |
| Avants     | Talonneur              | Craig Burden, Bismarck du Plessis, Chiliboy Ralepelle, Adriaan Strauss |
| Avants     | Deuxième ligne         | Andries Bekker, Eben Etzebeth, Juandré Kruger, Flip van der Merwe      |
| Avants     | Troisième ligne aile   | Marcell Coetzee, Keegan Daniel, Jacques Potgieter, Pierre Spies        |
| Avants     | Troisième ligne centre | Willem Alberts, Siya Kolisi, Duane Vermeulen                           |
| Arrières   | Demi de mêlée          | Francois Hougaard, Jano Vermaak, Ruan Pienaar                          |
| Arrières   | Demi d'ouverture       | Elton Jantjies, Patrick Lambie, Morné Steyn, Johan Goosen              |
| Arrières   | Centre                 | JJ Engelbrecht, Zane Kirchner, Jean de Villiers (cap.)                 |
| Arrières   | Ailier                 | Bryan Habana, Lwazi Mvovo, JP Pietersen                                |
| Arrières   | Arrière                | François Steyn                                                         |

#### Argentine
Santiago Phelan, le sélectionneur argentin, annonce la liste des 26 joueurs retenus pour la compétition le 8 août.
| Entraîneur | Entraîneur             | Santiago Phelan                                                                 |
| Avants     | Pilier                 | Marcos Ayerza, Juan Figallo, Juan Pablo Orlandi, Rodrigo Roncero                |
| Avants     | Talonneur              | Agustín Creevy, Eusebio Guiñazú                                                 |
| Avants     | Deuxième ligne         | Patricio Albacete, Manuel Carizza, Julio Farías Cabello, Tomás Vallejos Cinalli |
| Avants     | Troisième ligne aile   | Juan Martín Fernández Lobbe (cap.), Alvaro Galindo, Leonardo Senatore           |
| Avants     | Troisième ligne centre | Tomás Leonardi                                                                  |
| Arrières   | Demi de mêlée          | Martín Landajo, Nicolás Vergallo                                                |
| Arrières   | Demi d'ouverture       | Juan Martín Hernández, Santiago Fernández, Nicolás Sánchez                      |
| Arrières   | Centre                 | Marcelo Bosch, Gonzalo Camacho                                                  |
| Arrières   | Ailier                 | Horacio Agulla, Martín Bustos Moyano, Juan Imhoff                               |
| Arrières   | Arrière                | Martín Rodríguez Gurruchaga, Lucas González Amorosino                           |

#### Australie
Robbie Deans, l'entraîneur de la sélection australienne, annonce sa liste des 30 joueurs retenus pour la compétition le 7 août. James O'Connor, le demi d'ouverture titulaire lors de la dernière coupe du monde, insuffisamment remis de sa blessure au muscle ischio-jambier contracté au mois de juillet lors du match de Super 15 contre les Queensland Reds, n'est pas présent dans la liste. Will Genia se blesse au genou lors du 3e match et est indisponible pour au moins six mois. Il est remplacé dans le groupe australien par le demi de mêlée Brett Sheehan.
| Entraîneur | Entraîneur             | Robbie Deans                                                                        |
| Avants     | Pilier                 | Ben Alexander, Sekope Kepu, Benn Robinson, James Slipper                            |
| Avants     | Talonneur              | Saia Fainga'a, Stephen Moore, Tatafu Polota-Nau                                     |
| Avants     | Deuxième ligne         | Dave Dennis, Kane Douglas, Radike Samo, Nathan Sharpe, Rob Simmons, Sitaleki Timani |
| Avants     | Troisième ligne aile   | Liam Gill, Scott Higginbotham, Michael Hooper, David Pocock (cap.)                  |
| Avants     | Troisième ligne centre | Jake Schatz                                                                         |
| Arrières   | Demi de mêlée          | Will Genia, Nic White, Brett Sheehan, Nick Phipps                                   |
| Arrières   | Demi d'ouverture       | Kurtley Beale, Quade Cooper                                                         |
| Arrières   | Centre                 | Berrick Barnes, Anthony Fainga'a, Rob Horne, Mike Harris                            |
| Arrières   | Ailier                 | Digby Ioane, Drew Mitchell                                                          |
| Arrières   | Arrière                | Adam Ashley-Cooper                                                                  |

#### Nouvelle-Zélande
Le sélectionneur des All Blacks, Steve Hansen annonce la liste des 28 joueurs retenus pour disputer la compétition le 5 août. Le groupe est composé des cadres et comprend un seul joueur non-capé, le jeune pilier Charlie Faumuina.
| Entraîneur | Entraîneur             | Steve Hansen                                                             |
| Avants     | Pilier                 | Wyatt Crockett, Charlie Faumuina, Ben Franks, Owen Franks, Tony Woodcock |
| Avants     | Talonneur              | Andrew Hore, Keven Mealamu                                               |
| Avants     | Deuxième ligne         | Brodie Retallick, Luke Romano, Sam Whitelock                             |
| Avants     | Troisième ligne aile   | Sam Cane, Richie McCaw (cap.), Kieran Read, Adam Thomson                 |
| Avants     | Troisième ligne centre | Liam Messam, Victor Vito                                                 |
| Arrières   | Demi de mêlée          | Aaron Smith, Piri Weepu                                                  |
| Arrières   | Demi d'ouverture       | Dan Carter, Aaron Cruden                                                 |
| Arrières   | Centre                 | Tamati Ellison, Ma'a Nonu, Conrad Smith                                  |
| Arrières   | Ailier                 | Hosea Gear, Julian Savea, Ben Smith                                      |
| Arrières   | Arrière                | Israel Dagg, Cory Jane                                                   |

### Arbitres
L'International Rugby Board annonce la liste des arbitres qui officient durant la compétition le 6 juillet 2012. Ils sont au nombre de huit avec arbitres issus de la FIRA-AER, deux appartenant à la CAR et un seul provenant de la FORU.
| FIRA-AER                                                                    | FORU          | CAR                           |
| --------------------------------------------------------------------------- | ------------- | ----------------------------- |
| - Wayne Barnes - George Clancy - Nigel Owens - Romain Poite - Alain Rolland | - Steve Walsh | - Craig Joubert - Jaco Peyper |

## Statistiques

### Meilleurs marqueurs
| Rang | Joueur       | Équipe           | Essais |
| ---- | ------------ | ---------------- | ------ |
| 1    | Bryan Habana | Afrique du Sud   | 7      |
| 2    | Cory Jane    | Nouvelle-Zélande | 5      |
| 3    | Israel Dagg  | Nouvelle-Zélande | 3      |
| -    | Julian Savea | Nouvelle-Zélande | 3      |
| -    | Aaron Smith  | Nouvelle-Zélande | 3      |

### Meilleurs réalisateurs
| Rang | Joueur         | Équipe           | Points | Essais | Transf. | Pén. | Drops |
| ---- | -------------- | ---------------- | ------ | ------ | ------- | ---- | ----- |
| 1    | Dan Carter     | Nouvelle-Zélande | 58     | 0      | 8       | 13   | 1     |
| 2    | Berrick Barnes | Australie        | 40     | 0      | 5       | 10   | 0     |

## Première journée

### Australie - Nouvelle-Zélande
(mt : 10 – 18)
Points marqués : 
- Australie : 1 essai de Sharpe (38e), 1 transformation de Barnes (39e) et 4 pénalité de Barnes (2e, 44e, 49e, 75e)
- Nouvelle-Zélande : 2 essais de Dagg (12e) et Jane (32e), 1 transformation de Carter (13e) et 5 pénalités de Carter (10e, 19e, 47e, 62e, 80e)

Évolution du score : 3-0, 3-3, 3-10, 3-13, 3-18, 10-18, 13-18, 13-21, 16-21, 16-24, 19-24, 19-27
Arbitre :  Alain Rolland
Résumé
| Australie · Titulaires · Kurtley Beale 15 · Adam Ashley-Cooper 14 · Rob Horne 13 · Anthony Fainga'a 12 · Digby Ioane 11 · Berrick Barnes 10 · Will Genia 9 · Scott Higginbotham 8 · David Pocock 7 · 64e Dave Dennis 6 · Nathan Sharpe 5 · 40e 44e 66e 70e Sitaleki Timani 4 · Sekope Kepu 3 · 59e Tatafu Polota-Nau 2 · 68e Benn Robinson 1 · Remplaçants · 59e Stephen Moore 16 · 68e James Slipper 17 · 40e 44e 66e 70e Rob Simmons 18 · 64e Radike Samo 19 · Michael Hooper 20 · Nick Phipps 21 · Drew Mitchell 22 · Entraîneur · Robbie Deans |  | Nouvelle-Zélande · Titulaires · 15 Israel Dagg · 14 Cory Jane · 13 Ma'a Nonu · 12 Sonny Bill Williams · 11 Hosea Gear · 10 Dan Carter · 9 Aaron Smith 79e · 8 Kieran Read · 7 Richie McCaw · 6 Liam Messam · 5 Sam Whitelock · 4 Luke Romano 52e · 3 Owen Franks · 2 Keven Mealamu 77e · 1 Tony Woodcock 64e · Remplaçants · 16 Andrew Hore 77e · 17 Ben Franks 64e · 18 Brodie Retallick 52e · 19 Victor Vito · 20 Piri Weepu 79e · 21 Aaron Cruden · 22 Ben Smith · Entraîneur · Steve Hansen |

### Afrique du Sud - Argentine
(mt : 20 – 6)
Points marqués : 
- Afrique du Sud : 3 essais de Kirchner (16e), Coetzee (27e) et Habana (56e), 3 transformations de M. Steyn (17e, 28e, 57e) et 2 pénalités de M. Steyn (3e, 24e)
- Argentine : 2 pénalités de Hernandez (13e, 30e)

Évolution du score : 3-0, 3-3, 10-3, 13-3, 20-3, 20-6, 27-6
Arbitre :  Steve Walsh
Résumé
| Afrique du Sud · Titulaires · Zane Kirchner 15 · 60e Lwazi Mvovo 14 · Jean de Villiers 13 · François Steyn 12 · 69e Bryan Habana 11 · Morné Steyn 10 · Francois Hougaard 9 · 56e Keegan Daniel 8 · Willem Alberts 7 · Marcell Coetzee 6 · 56e Andries Bekker 5 · Eben Etzebeth 4 · Jannie du Plessis 3 · 4e Bismarck du Plessis 2 · Tendai Mtawarira 1 · Remplaçants · 4e Adriaan Strauss 16 · Patric Cilliers 17 · 56e Flip van der Merwe 18 · 52e Jacques Potgieter 19 · 60e Ruan Pienaar 20 · Patrick Lambie 21 · 69e JJ Engelbrecht 22 · Entraîneur · Heyneke Meyer |  | Argentine · Titulaires · 15 Lucas González Amorosino · 14 Gonzalo Camacho · 13 Marcelo Bosch · 12 Santiago Fernández 69e · 11 Horacio Agulla · 10 Juan Martín Hernández · 9 Nicolás Vergallo 65e · 8 Juan Martín Fernández Lobbe · 7 Alvaro Galindo 42e · 6 Julio Farías Cabello 69e · 5 Patricio Albacete · 4 Manuel Carizza · 3 Juan Figallo 60e · 2 Eusebio Guiñazú · 1 Rodrigo Roncero 60e · Remplaçants · 16 Bruno Postiglioni · 17 Marcos Ayerza 60e · 18 Juan Pablo Orlandi 60e · 19 Tomás Leonardi 42e · 20 Leonardo Senatore 69e · 21 Martín Landajo 65e · 22 Martín Rodríguez Gurruchaga 69e · Entraîneur · Santiago Phelan |

## Deuxième journée

### Nouvelle-Zélande - Australie
(mt : 9 – 0)
Points marqués : 
- Nouvelle-Zélande : 1 essai de Dagg (45e), 1 transformation de Carter (46e) et 5 pénalités de Carter (25e, 29e, 38e, 42e, 48e)
- Australie : aucun

Évolution du score : 3-0, 6-0, 9-0, 12-0, 19-0, 22-0
Arbitre : Nigel Owens 
Résumé
| Nouvelle-Zélande · Titulaires · 70e Israel Dagg 15 · Cory Jane 14 · 55e Ma'a Nonu 13 · Sonny Bill Williams 12 · Hosea Gear 11 · Dan Carter 10 · 64e Aaron Smith 9 · Kieran Read 8 · Richie McCaw 7 · 64e Liam Messam 6 · Sam Whitelock 5 · 47e Luke Romano 4 · Owen Franks 3 · 47e Keven Mealamu 2 · 55e Wyatt Crockett 1 · Remplaçants · 47e Andrew Hore 16 · 55e Ben Franks 17 · 47e Brodie Retallick 18 · 64e Victor Vito 19 · 64e Piri Weepu 20 · 70e Aaron Cruden 21 · 55e Ben Smith 22 · Entraîneur · Steve Hansen |  | Australie · Titulaires · 15 Adam Ashley-Cooper · 14 Drew Mitchell 34e · 13 Rob Horne 40e · 12 Berrick Barnes · 11 Digby Ioane · 10 Quade Cooper · 9 Will Genia · 8 Scott Higginbotham 46e · 7 Michael Hooper · 6 Dave Dennis 54e · 5 Nathan Sharpe · 4 Sitaleki Timani · 3 Ben Alexander · 2 Stephen Moore 72e · 1 Benn Robinson 4ée · Remplaçants · 16 Saia Fainga'a 72e · 17 James Slipper 42e · 18 Radike Samo 46e · 19 Liam Gill 54e · 20 Nick Phipps · 21 Anthony Fainga'a 40e · 22 Kurtley Beale 34e · Entraîneur · Robbie Deans |

### Argentine - Afrique du Sud
(mt : 13 – 3)
Points marqués : 
- Argentine : 1 essai de Fernández (16e), 1 transformation de Rodríguez Gurruchaga (17e) et 3 pénalités de Rodríguez Gurruchaga (11e, 35e, 50e)
- Afrique du Sud : 1 essai de F. Steyn (64e), 1 transformation de M. Steyn (65e) et 3 pénalités de M. Steyn (32e, 48e, 53e)

Évolution du score : 3-0, 10-0, 10-3, 13-3, 13-6, 16-6, 16-9, 16-16
Arbitre : Steve Walsh 
Résumé
| Argentine · Titulaires · Martín Rodríguez Gurruchaga 15 · Gonzalo Camacho 14 · Marcelo Bosch 13 · Santiago Fernández 12 · Horacio Agulla 11 · 54e Nicolás Sánchez 10 · 56e Nicolás Vergallo 9 · Juan Martín Fernández Lobbe 8 · 35e Alvaro Galindo 7 · 75e Julio Farías Cabello 6 · Patricio Albacete 5 · Manuel Carizza 4 · Juan Figallo 3 · Eusebio Guiñazú 2 · 56e Rodrigo Roncero 1 · Remplaçants · Bruno Postiglioni 16 · 56e Marcos Ayerza 17 · 75e Leonardo Senatore 18 · 35e Tomas Leonardi 19 · 56e Martín Landajo 20 · 54e Lucas González Amorosino 21 · Juan Imhoff 22 · Entraîneur · Santiago Phelan |  | Afrique du Sud · Titulaires · 15 Zane Kirchner · 14 Bryan Habana 57e · 13 Jean de Villiers · 12 François Steyn · 11 Lwazi Mvovo · 10 Morné Steyn · 9 Francois Hougaard · 8 Willem Alberts · 7 Jacques Potgieter · 6 Marcell Coetzee 65e · 5 Andries Bekker 49e · 4 Eben Etzebeth · 3 Jannie du Plessis 68e · 2 Adriaan Strauss 75e · 1 Tendai Mtawarira · Remplaçants · 16 Christiaan Liebenberg 75e · 17 Patric Cilliers 68e · 18 Flip van der Merwe 49e · 19 Keegan Daniel 65e · 20 Ruan Pienaar 57e · 21 Patrick Lambie · 22 JJ Engelbrecht · Entraîneur · Heyneke Meyer |

## Troisième journée

### Australie - Afrique du Sud
(mt : 6 – 13)
Points marqués : 
- Australie : 2 essais de Higginbotham (54e), Alexander (68e), 2 transformations de Barnes (55e, 69e) et 4 pénalités de Barnes (17e, 28e, 47e, 62e)
- Afrique du Sud : 1 essai de Habana (19e), 1 transformation de M. Steyn (20e) et 4 pénalités de M. Steyn (3e, 67e) et F. Steyn (25e, 59e)

Évolution du score : 0-3, 3-3,3-10, 3-13, 6-13, 9-13, 16-13, 16-16, 19-16, 19-19, 26-19
Arbitre : Nigel Owens 
Résumé
| Australie · Titulaires · 71e Kurtley Beale 15 · Dom Shipperley 14 · Adam Ashley-Cooper 13 · 71e Berrick Barnes 12 · Digby Ioane 11 · Quade Cooper 10 · 70e Will Genia 9 · 52e Radike Samo 8 · Michael Hooper 7 · Dave Dennis 6 · Nathan Sharpe 5 · 64e Sitaleki Timani 4 · 74e Ben Alexander 3 · 74e Tatafu Polota-Nau 2 · 31e 74e Benn Robinson 1 · Remplaçants · 74e Saia Fainga'a 16 · 31e James Slipper 17 · 52e Scott Higginbotham 18 · 64e Liam Gill 19 · 70e Nick Phipps 20 · 71e Mike Harris 21 · 71e Anthony Fainga'a 22 · Entraîneur · Robbie Deans |  | Afrique du Sud · Titulaires · 15 Zane Kirchner 71e · 14 Bryan Habana 52e · 13 Jean de Villiers · 12 François Steyn · 11 Francois Hougaard · 10 Morné Steyn 71e · 9 Ruan Pienaar · 8 Duane Vermeulen 34e 43e · 7 Willem Alberts · 6 Marcell Coetzee 57e · 5 Eben Etzebeth 59e · 4 Juandré Kruger · 3 Jannie du Plessis 53e · 2 Adriaan Strauss 75e · 1 Tendai Mtawarira 33e à 43e · Remplaçants · 16 Christiaan Liebenberg 75e · 17 Patric Cilliers 34e 43e 53e · 18 Flip van der Merwe 59e · 19 Francois Louw 57e · 20 Johan Goosen 71e · 21 Patrick Lambie 71e · 22 Lwazi Mvovo 52e · Entraîneur · Heyneke Meyer |

### Nouvelle-Zélande - Argentine
(mt : 6 – 5)
Points marqués : 
- Nouvelle-Zélande : 2 essais de Savea (66e) et Jane (71e), 1 transformation de Cruden (73e) et 3 pénalités de Cruden (8e, 24e, 51e)
- Argentine : 1 essai de Roncero (12e)

Évolution du score : 3-0, 3-5, 6-5, 9-5, 14-5, 21-5
Arbitre : Romain Poite 
Résumé
| Nouvelle-Zélande · Titulaires · Israel Dagg 15 · Cory Jane 14 · 76e Conrad Smith 13 · Ma'a Nonu 12 · Julian Savea 11 · 75e Aaron Cruden 10 · 61e Aaron Smith 9 · Kieran Read 8 · Richie McCaw 7 · 43e Victor Vito 6 · 64e Brodie Retallick 5 · Luke Romano 4 · 74e Owen Franks 3 · 49e Keven Mealamu 2 · Tony Woodcock 1 · Remplaçants · 49e Andrew Hore 16 · 74e Charlie Faumuina 17 · 64e Sam Whitelock 18 · 43e Liam Messam 19 · 61e Piri Weepu 20 · 75e Beauden Barrett 21 · 76e Ben Smith 22 · Entraîneur · Steve Hansen |  | Argentine · Titulaires · 15 Martín Rodríguez Gurruchaga 67e · 14 Gonzalo Camacho · 13 Marcelo Bosch 77e · 12 Santiago Fernández · 11 Horacio Agulla · 10 Juan Martín Hernández · 9 Nicolás Vergallo · 8 Juan Martín Fernández Lobbe · 7 Juan Manuel Leguizamón 41e · 6 Julio Farías Cabello 58e à 68e 74e · 5 Patricio Albacete · 4 Manuel Carizza · 3 Juan Figallo 51e · 2 Eusebio Guiñazú · 1 Rodrigo Roncero 51e · Remplaçants · 16 Agustín Creevy · 17 Marcos Ayerza 51e · 18 Juan Pablo Orlandi 51e · 19 Leonardo Senatore 74e · 20 Tomás Leonardi 41e · 21 Martín Landajo 77e · 22 Lucas González Amorosino 67e · Entraîneur · Santiago Phelan |

## Quatrième journée

### Nouvelle - Zélande-Afrique du Sud
(mt : 5 – 3)
Points marqués : 
- Nouvelle-Zélande : 2 essais de Dagg (18e) et A. Smith (59e), 1 transformation de Cruden (60e) et 3 pénalités de Cruden (51e, 74e, 80e)
- Afrique du Sud : 1 essai de Habana (47e) et 2 pénalités de M. Steyn (17e) et Goosen (69e)

Évolution du score : 0-3, 5-3, 5-8, 8-8, 15-8, 15-11, 18-11, 21-11
Arbitre : George Clancy 
Résumé
| Nouvelle-Zélande · Titulaires · Israel Dagg 15 · Cory Jane 14 · Conrad Smith 13 · Ma'a Nonu 12 · Julian Savea 11 · Aaron Cruden 10 · 40e Piri Weepu 9 · Kieran Read 8 · Richie McCaw 7 · Liam Messam 6 · Sam Whitelock 5 · 49e Luke Romano 4 · 69e Owen Franks 3 · 49e Andrew Hore 2 · Tony Woodcock 1 · Remplaçants · 49e Keven Mealamu 16 · 69e Charlie Faumuina 17 · 49e Brodie Retallick 18 · Victor Vito 19 · 40e Aaron Smith 20 · Beauden Barrett 21 · Tamati Ellison 22 · Entraîneur · Steve Hansen |  | Afrique du Sud · Titulaires · 15 Zane Kirchner 74e · 14 Bryan Habana · 13 Jean de Villiers · 12 François Steyn · 11 Francois Hougaard · 10 Morné Steyn 59e · 9 Ruan Pienaar · 8 Duane Vermeulen · 7 Willem Alberts 61e · 6 Francois Louw · 5 Juandré Kruger 53e · 4 Flip van der Merwe 40e 42e · 3 Jannie du Plessis · 2 Adriaan Strauss 74e · 1 Tendai Mtawarira 50e · Remplaçants · 16 Christiaan Liebenberg 74e · 17 Dean Greyling 50e 63e à 73e · 18 Andries Bekker 40e 42e 53e · 19 Marcell Coetzee 61e · 20 Johan Goosen 59e · 21 Juan de Jongh · 22 Patrick Lambie 74e · Entraîneur · Heyneke Meyer |

### Australie - Argentine
(mt : 3 – 6)
Points marqués : 
- Australie : 2 essais de McCabe (59e) et Ioane (68e), 2 transformations de Barnes (60e, 69e) et 3 pénalités de Barnes (24e, 48e) et Beale (78e)
- Argentine : 2 essais de Leonardi (48e) et Farías Cabello (50e) et 3 pénalités de Hernández (2e, 28e, 56e)

Évolution du score : 0-3, 3-3, 3-6, 6-6, 6-11, 6-16, 6-19, 13-19, 20-19, 23-19
Arbitre : Wayne Barnes 
Résumé
| Australie · Titulaires · 70e Berrick Barnes 15 · 30e 40e 67e Dom Shipperley 14 · Adam Ashley-Cooper 13 · 12e à 22e Pat McCabe 12 · Digby Ioane 11 · Quade Cooper 10 · Nick Phipps 9 · 50e Radike Samo 8 · Michael Hooper 7 · 75e Dave Dennis 6 · Nathan Sharpe 5 · Kane Douglas 4 · Ben Alexander 3 · Tatafu Polota-Nau 2 · 30e Benn Robinson 1 · Remplaçants · Saia Fainga'a 16 · 30e James Slipper 17 · 50e Scott Higginbotham 18 · 75e Liam Gill 19 · Brett Sheehan 20 · 70e Anthony Fainga'a 21 · 30e 40e 67e Kurtley Beale 22 · Entraîneur · Robbie Deans |  | Argentine · Titulaires · 15 Lucas González Amorosino · 14 Gonzalo Camacho 39e · 13 Marcelo Bosch · 12 Santiago Fernández · 11 Horacio Agulla · 10 Juan Martín Hernández · 9 Martín Landajo 61e · 8 Juan Martín Fernández Lobbe (cap.) · 7 Juan Manuel Leguizamón 48e · 6 Julio Farías Cabello 73e · 5 Patricio Albacete · 4 Manuel Carizza · 3 Juan Figallo 41e 73e · 2 Eusebio Guiñazú 61e · 1 Rodrigo Roncero 73e · Remplaçants · 16 Agustín Creevy 61e · 17 Juan Pablo Orlandi 41e · 18 Leonardo Senatore 73e · 19 Tomas Leonardi 48e · 20 Nicolás Vergallo 61e · 21 Martín Rodríguez Gurruchaga · 22 Juan Imhoff 39e · Entraîneur · Santiago Phelan |

## Cinquième journée

### Afrique du Sud - Australie
(mt : 14 – 3)
Homme du match : 
Points marqués : 
- Afrique du Sud : 5 essais de Kirchner (21e), Habana 3 (28e, 60e, 78e) et Louw (53e), 3 transformations de Pienaar (22e, 29e, 61e)
- Australie : 1 essai de Harris (65e) et 1 pénalité de Beale (34e)

Évolution du score : 7-0, 14-0, 14-3, 19-3, 26-3, 26-8, 31-8
Arbitre : Alain Rolland 
Résumé
| Afrique du Sud · Titulaires · 55e Zane Kirchner 15 · Bryan Habana 14 · 75e Jaco Taute 13 · (cap.) Jean de Villiers 12 · Francois Hougaard 11 · 75e Johan Goosen 10 · Ruan Pienaar 9 · Duane Vermeulen 8 · 58e Willem Alberts 7 · Francois Louw 6 · Andries Bekker 5 · 58e Eben Etzebeth 4 · 70e Jannie du Plessis 3 · 75e Adriaan Strauss 2 · Tendai Mtawarira 1 · Remplaçants · 75e Christiaan Liebenberg 16 · 70e Patric Cilliers 17 · 58e Flip van der Merwe 18 · 58e Marcell Coetzee 19 · 75e Elton Jantjies 20 · 75e Juan de Jongh 21 · 55e Patrick Lambie 22 · Entraîneur · Heyneke Meyer |  | Australie · Titulaires · 15 Berrick Barnes 31e · 14 Dom Shipperley · 13 Adam Ashley-Cooper 38e · 12 Pat McCabe 5e 13e · 11 Digby Ioane 19e 23e 62e · 10 Kurtley Beale · 9 Nick Phipps · 8 Radike Samo 55e · 7 Michael Hooper · 6 Dave Dennis · 5 Nathan Sharpe (cap.) · 4 Kane Douglas 50e · 3 Ben Alexander 67e · 2 Tatafu Polota-Nau · 1 Benn Robinson 30e 67e · Remplaçants · 16 Saia Fainga'a · 17 James Slipper 30e 52e à 62e · 18 Rob Simmons 50e · 19 Liam Gill 55e · 20 Brett Sheehan 62e · 21 Mike Harris 38e · 22 Anthony Fainga'a 5e 13e 19e 23e 31e · Entraîneur · Robbie Deans |

### Argentine - Nouvelle-Zélande
(mt : 8 – 32)
Homme du match : 
Points marqués : 
- Argentine : 2 essais de  Landajo (7e), Camacho (47e), 1 transformation de Hernández (47e) et 1 pénalité de Hernández (26e)
- Nouvelle-Zélande : 7 essais de A. Smith (15e), Jane (22e, 50e, 79e), Savea (30e, 38e) et Nonu (58e), 5 transformations de Carter (15e, 23e, 39e) et Cruden (59e, 80e), 3 pénalités de Carter (19e, 28e) et Cruden (65e)

Évolution du score : 5-0, 5-7, 5-10, 5-17, 8-17, 8-20, 8-25, 8-32, 15-32, 15-37, 15-44, 15-47, 15-54
Arbitre : Jaco Peyper 
Résumé
| Argentine · Titulaires · 66e Lucas González Amorosino 15 · Gonzalo Camacho 14 · Marcelo Bosch 13 · Santiago Fernández 12 · 48e Horacio Agulla 11 · Juan Martín Hernández 10 · Martín Landajo 9 · (cap.) Juan Martín Fernández Lobbe 8 · 52e Juan Manuel Leguizamón 7 · Julio Farías Cabello 6 · Patricio Albacete 5 · 57e Manuel Carizza 4 · 67e Juan Figallo 3 · 58e Eusebio Guiñazú 2 · Rodrigo Roncero 1 · Remplaçants · 58e Agustín Creevy 16 · 67e Juan Pablo Orlandi 17 · 57e Tomás Vallejos Cinalli 18 · 52e Tomás Leonardi 19 · 73e Nicolás Vergallo 20 · 66e 73e Martín Rodríguez Gurruchaga 21 · 48e Juan Imhoff 22 · Entraîneur · Santiago Phelan |  | Nouvelle-Zélande · Titulaires · 15 Israel Dagg · 14 Cory Jane · 13 Conrad Smith 54e · 12 Ma'a Nonu · 11 Julian Savea · 10 Dan Carter 58e · 9 Aaron Smith 57e · 8 Kieran Read · 7 Richie McCaw (cap.) 58e · 6 Liam Messam · 5 Sam Whitelock · 4 Luke Romano 5e 16e 35e · 3 Owen Franks 57e · 2 Andrew Hore 48e · 1 Tony Woodcock · Remplaçants · 16 Keven Mealamu 48e · 17 Charlie Faumuina 57e · 18 Brodie Retallick 5e 16e 35e · 19 Sam Cane 58e · 20 Piri Weepu 57e · 21 Aaron Cruden 58e · 22 Ben Smith 54e · Entraîneur · Steve Hansen |

## Sixième journée

### Afrique du Sud - Nouvelle-Zélande
(mt : 16 – 12)
Homme du match : 
Points marqués : 
- Afrique du Sud : 1 essai de Habana (12e), 1 transformation de Goosen (13e) et 3 pénalités de Goosen (20e) et Jantjies (36e, 39e)
- Nouvelle-Zélande : 4 essais de Whitelock (25e), A. Smith (33e), Nonu (40e) et C. Smith (52e), 3 transformations de Carter (33e, 41e, 53e), 1 pénalité de Carter (71e) et 1 drop de Carter (63e)

Évolution du score : 7-0, 10-0, 10-5, 10-12, 13-12, 16-12, 16-19, 16-26, 16-29, 16-32
Arbitre : Alain Rolland 
Résumé
| Afrique du Sud · Titulaires · 64e Zane Kirchner 15 · Bryan Habana 14 · 76e Jaco Taute 13 · (cap.) Jean de Villiers 12 · Francois Hougaard 11 · 34e Johan Goosen 10 · Ruan Pienaar 9 · Duane Vermeulen 8 · 59e Willem Alberts 7 · 36e 42e Francois Louw 6 · Andries Bekker 5 · 59e Eben Etzebeth 4 · 53e Jannie du Plessis 3 · Adriaan Strauss 2 · Tendai Mtawarira 1 · Remplaçants · Christiaan Liebenberg 16 · 53e Coenie Oosthuizen 17 · 59e Flip van der Merwe 18 · 36e 42e 59e Marcell Coetzee 19 · 34e Elton Jantjies 20 · 76e Juan de Jongh 21 · 64e Patrick Lambie 22 · Entraîneur · Heyneke Meyer |  | Nouvelle-Zélande · Titulaires · 15 Israel Dagg 66e à 76e · 14 Cory Jane · 13 Conrad Smith · 12 Ma'a Nonu 62e · 11 Hosea Gear · 10 Dan Carter 76e · 9 Aaron Smith 65e · 8 Kieran Read · 7 Richie McCaw (cap.) 72e · 6 Liam Messam 65e 72e · 5 Sam Whitelock · 4 Brodie Retallick · 3 Owen Franks 62e · 2 Andrew Hore 51e · 1 Tony Woodcock · Remplaçants · 16 Keven Mealamu 51e · 17 Ben Franks 62e · 18 Luke Romano · 19 Adam Thomson 65e · 20 Piri Weepu 65e · 21 Aaron Cruden 76e · 22 Tamati Ellison 62e · Entraîneur · Steve Hansen |

### Argentine - Australie
(mt : 9 – 15)
Homme du match : 
Points marqués : 
- Argentine : 1 essai de Imhoff (76e), 1 transformation de Bosch (76e) et 4 pénalités de Hernández (10e, 15e, 28e) et Bosch (61e)
- Australie : 1 essai de Ioane (63e), 1 transformation de Harris (65e) et 6 pénalités de Harris (2e, 7e, 13e, 23e, 26e, 73e)

Évolution du score : 0-3, 0-6, 3-6, 3-9, 6-9, 6-12, 6-15, 9-15, 12-15, 12-22, 19-25
Arbitre : Craig Joubert 
Résumé
| Argentine · Titulaires · Lucas González Amorosino 15 · Gonzalo Camacho 14 · Marcelo Bosch 13 · 45e 52e Santiago Fernández 12 · 66e Horacio Agulla 11 · 59e Juan Martín Hernández 10 · Martín Landajo 9 · (cap.) Juan Martín Fernández Lobbe 8 · 47e Juan Manuel Leguizamón 7 · 73e Julio Farías Cabello 6 · 24e à 34e Patricio Albacete 5 · Manuel Carizza 4 · 69e Juan Figallo 3 · 62e 73e Eusebio Guiñazú 2 · 73e Rodrigo Roncero 1 · Remplaçants · 62e Agustín Creevy 16 · 69e Juan Pablo Orlandi 17 · 73e Leonardo Senatore 18 · 47e Tomás Leonardi 19 · Nicolás Vergallo 20 · 45e 52e 59e Nicolás Sánchez 21 · 66e Juan Imhoff 22 · Entraîneur · Santiago Phelan |  | Australie · Titulaires · 15 Mike Harris · 14 Nick Cummins · 13 Ben Tapuai · 12 Pat McCabe · 11 Digby Ioane · 10 Kurtley Beale · 9 Nick Phipps 73e · 8 Radike Samo 62e · 7 Michael Hooper · 6 Sitaleki Timani 68e · 5 Nathan Sharpe (cap.) · 4 Kane Douglas 8e · 3 Ben Alexander · 2 Tatafu Polota-Nau · 1 James Slipper 40e · Remplaçants · 16 Saia Fainga'a · 17 Benn Robinson 40e · 18 Dave Dennis 62e · 19 Scott Higginbotham 8e · 20 Liam Gill 68e · 21 Brett Sheehan 73e 74e à 80e · 22 Dom Shipperley · Entraîneur · Robbie Deans |